# West African Football Union
Die West African Football Union, offiziell auch auf französisch Union des Fédérations Ouest-Africaines de Football (WAFU bzw. WAFU-UFOA; deutsch Westafrikanischer Fußballverband), ist ein regionaler Fußballverband der Confédération Africaine de Football (CAF). Ihm gehörten 16 Mitgliedsverbände aus Westafrika an.

## Geschichte
Der Verband wurde 1972 gegründet und hatte seinen Hauptsitz in Freetown in Sierra Leone. Anfang der 2000er Jahre war er, wegen den besseren Fördermöglichkeiten, in vier geografische Zonen geteilt. Die Union wurde 2011 in zwei Zonen geteilt: Zone A (Niger) und Zone B (Volta-Niger).
Sie werden seitdem separat verwaltet (als CAF West/Ouest A Zonal Union bzw. CAF West Zone B/UFOA WAFU B), kommen aber u. a. teilweise zur Fußball-Westafrikameisterschaft zusammen.

## Mitgliedsverbände
| Zone A - Gambia - Guinea - Guinea-Bissau - Kap Verde - Liberia - Mali - Mauretanien - Senegal - Sierra Leone | Zone B - Benin - Burkina Faso - Elfenbeinküste - Ghana - Niger - Nigeria - Togo |

## Wettbewerbe

### Männer
- Fußball-Westafrikameisterschaft (seit 2005 Nachfolger des CSSA Nations Cups 1982–87)
- Amílcar-Cabral-Cup (1979 bis 2007)
- CEDEAO Cup (1977 bis 1991)
- Tournoi de l’UEMOA (2007 bis 2016)
- WAFU Club Cup (1977 bis 2017)

#### Zone A
- Westafrikameisterschaft Zone A (seit 2024)
- WAFU-U-20-Meisterschaft
- WAFU-U-19-Meisterschaft
- WAFU-U-17-Meisterschaft
- WAFU-U-15-Meisterschaft
- WAFU-Schulmeisterschft (seit 2022)
- WAFU-Zone-A-Beachsoccer-Meisterschaft (seit 2024)
- WAFU Club Cup Zone A

#### Zone B
- WAFU-U-20-Meisterschaft (seit 2022)
- WAFU-U-17-Meisterschaft
- WAFU-Schulmeisterschft (seit 2022)

### Frauen

#### Zone A
- Fußball-Westafrikameisterschaft der Frauen (seit 2018)
- WAFU U-20 Women's Cup
- WAFU U-17 Women's Cup
- CAF Women's Champions League WAFU (seit 2021)

#### Zone B
- Fußball-Westafrikameisterschaft der Frauen (seit 2018)
- WAFU U-20 Women's Cup
- CAF Women's Champions League WAFU (seit 2021)